# Alejandro Carrasco
Alejandro Ulises Carrasco Orellana (* 23. März 1978 in Santiago) ist ein ehemaliger chilenischer Fußballspieler. Der Mittelfeldspieler spielte hauptsächlich in Chile, kurzzeitig aber auch in Griechenland.

## Karriere

### Verein
Alejandro Carrasco, auch Bocha genannt, begann seine Karriere bei Audax Italiano, wo er sehr gute Leistungen zeigte, die ihm später einen Wechsel zu Skoda Xanthi in Griechenland und zum Rekordmeister Chiles CSD Colo-Colo ermöglichten. Nach einem kurzen Aufenthalt bei Deportes Melipilla wurde der Offensivakteur an die Santiago Wanderers verliehen und kehrte dann erneut zu Melipilla zurück, bevor er zum CD Palestino wechselte. Nach seinen Jahren bei Palestino wurde er von San Luis verpflichtet, wo er Meister der Primera B wurde und den Aufstieg in die Primera División erreichte. Anschließend wurde er zu Everton transferiert, wo er ebenfalls Zweitligameister wurde und den Aufstieg schaffte. Dort beendete er 2016 seine Spielerkarriere.

### Nationalmannschaft
Carrasco wurde zwei Mal für die chilenische Nationalmannschaft nominiert. Beim Freundschaftsspiel im März 2002 gegen die Türkei musste er wegen einer Verletzung am Sprunggelenk absagen, beim Freundschaftsspiel im April 2003 gegen Costa Rica blieb der Mittelfeldspieler 90 Minuten auf der Bank.